# Suong
Suong est une ville située dans la province de Tbong Khmum, au Cambodge.

## Démographie
En 2008 sa population était d'environ 29 761 habitants.